# Lacul Berești
Lacul Berești este o arie de protecție specială avifaunistică  situată în județul Bacău, pe teritoriile administrative ale comunelor: Corbasca, Orbeni, Parava, Tătărăști, Sascut și Valea Seacă.

## Localizare
Aria naturală cu o suprafață de 1.800 hectare se află în partea sud-estică a județului Bacău, aproape de limita teritorială cu județul Vrancea (în partea nordică a orașului Adjud), lângă drumul județean (DJ119A) care leagă localitatea Berești, Bacău de satul Costișa, Vrancea.

## Descriere
Rezervația naturală a fost declarată arie protejată prin Hotărârea de Guvern Nr.2151 din 30 noiembrie 2004 (privind instituirea regimului de arie naturală protejată pentru noi zone) și reprezintă un o zonă naturală (lac de acumulare și zonele împrejmuitoare cu pășuni, terenuri arabile, mlaștini, turbării) ce asigură condiții de hrană, cuibărit și viețuire pentru mai multe specii de păsări migratoare, precum și pentru specii de mamifere, pești, reptile și amfibieni. 

## Biodiversitate
Rezervația naturală Lacul Berești dispune de mai multe tipuri de habitate (cursuri de apă dulce, luciu de apă, mlaștini cu vegetație de păpuriș și stufăriș, turbării, terenuri agricole, terenuri arabile cultivate și pășuni) ce adăpostesc și asigură condiții de favorabile pentru mai multe specii faunistice specifice zonelor umede.

### Avifaună

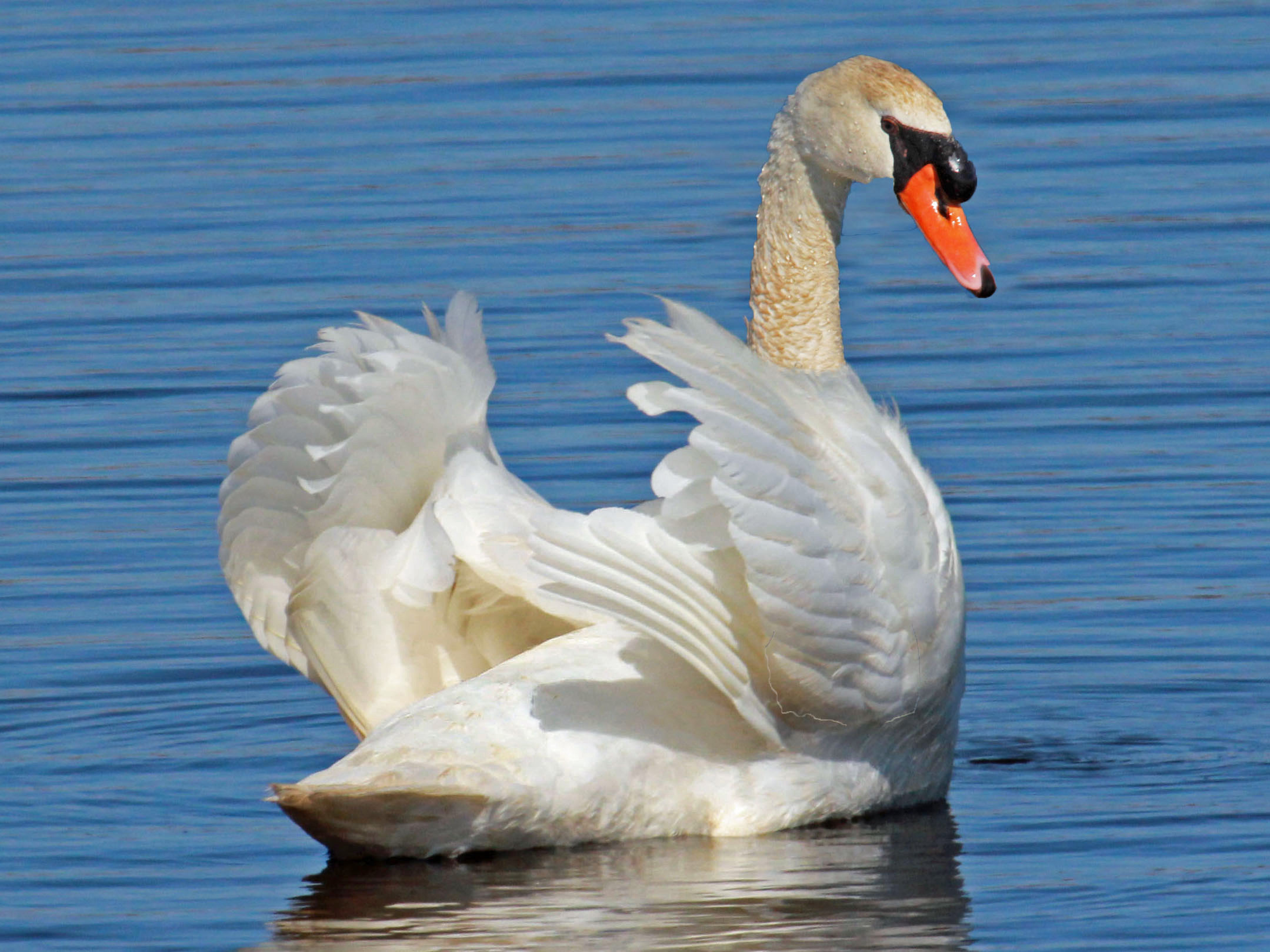
Lebădă mută (Cygnus olor)

Fauna este una diversificată și cuprinde specii de păsări cu exemplare de: egretă mică (Egretta garzetta), cocor (Grus grus), erete vânăt (Circus cyaneus), vultur codalb (Haliaeetus albicilla), gârliță mare (Anser albifrons), gâscă de vară (Anser anser), stârc cenușiu (Ardea cinerea), lebădă de iarnă (Cygnus cygnus), lebădă mută (Cygnus olor), pescăruș sur (Larus canus), ferestraș mare (Mergus merganser), codobatură (Motacilla alba), ploier argintiu (Pluvialis squatarola), corcodel mare (Podiceps cristatus), nagâț (Vanellus vanellus), fluierar negru (Tringa erythropus), precum și mai multe exemplare de păsări din familia Anatidae, cu specii de: rață cu cap negru (Ayhtya marila), rață moțată (Ayhtya fuligula), rață cu cap castaniu (Ayhtya ferina), rață sulițar (Anas acuta), rață pitică (Anas crecca), rață cârâitoare (Anas querquedula), rață pestriță (Anas strepera)